# 2050
L'any 2050 (MML) serà un any comú que començarà en dissabte segons el calendari gregorià, l'any 2050 de l'era comuna (CE) i Anno Domini (AD), el 50è any del tercer mil·lenni, el 50è any del segle xxi, i el primer any de la dècada del 2050.

## Esdeveniments previstos
Països Catalans
Resta del món
- El juliol 2008, el G-7 va acordar reduir a mitges la reducció de les emissions globals gasos amb efecte d'hivernacle el 2050.[1]
- El novembre de 2006, Achim Steiner, director executiu del Programa de les Nacions Unides per al Medi Ambient, va advertir sobre el col·lapse global de totes les espècies, si la pesca continua a ritme actual.[2]
- El març de 2006, el professor Gerry Gilmore va predir que l'astronomia terrestre esdevindria impossible aquest any a causa de la contaminació d'avió i canvi climàtic.[3]
- Arnulf Jaeger-Walden de l'Institut d'Energia de la Comissió Europea considera que l'energia solar del nord d'Àfrica pot proporcionar 100 GW a tot el continent d'Europa.[4]
- Segons un pla anunciat al juliol de 2016, Nova Zelanda té com a objectiu erradicar totes les espècies no autòctones, l'opossum i les comarques per aquest any.[5]

### Població mundial
- El novembre 2001, el Fons de Població de les Nacions Unides va informar que la població mundial es preveu que serà de 9.3 mil milions el 2050 a partir de 6.1 mil milions després amb la major part de l'augment de països en vies de desenvolupament, tot i que la població de països industrialitzats "es mantingui estable".[6] Aquesta xifra es va revisar a 9.100 milions el 2005 i 9.200 el 2007. El 2008, l'Oficina del Cens dels Estats Units va projectar una població mundial de 9.500 milions.[7]
- Un altre estudi fet per la Comissió Europea, la recerca comunitària va afirmar que la població mundial creixerà a un ritme decreixent a 8.9 mil milions el 2050 i, després de 2030, la població de diversos països, inclosos els d'Europa i la Xina, disminuirà. L'estabilització de la població es produirà en la segona meitat del segle.[8]
- Es calcula que hi haurà 601.000 centenaris (persones almenys de cent anys, nascuts abans de 1950) als Estats Units abans del 2050.[9]
- "La població segueix creixent però a un ritme més lent", resumeix el demògraf Thomas Buettner, autor de l'informe ONU sobre "Projeccions de la població mundial (1950 - 2050)", va presentar el 24 de febrer de 2005. Segons aquest estudi, 9.075 mil milions de persones habitaran a la Terra el 2050, davant els 7.000 milions d'avui.
- Nacions Unides prediu que 2 de cada 9 persones al món tindran 60 anys o més. També s'espera que l'esperança de vida mundial al naixement superi els 76 anys.[10]

## Naixements
Països Catalans
Resta del món

## Necrològiques
Països Catalans
Resta del món